# 小米12
小米12是小米集团于北京时间2021年12月28日20时15分许在中国北京小米科技园发布的智能手机系列，包括小米12、小米12X及小米12 Pro三款机型。2022年7月4日，小米为小米12 Pro追加了天玑平台版本，并与小米12S系列同场发布，与前述三款机型一同组成小米手机数字系列的第十一代机型系列。
不同于前代小米11系列全部聚焦于大面积大尺寸显示屏的产品策略，小米12系列在产品定位、零部件的选用及定价等维度上进行了重新规划，维持了Pro后缀机型的大面积大尺寸机型的定位，同时将无后缀的小米12变更为较小尺寸的智能手机机型，并增加了以X为后缀的衍生型。该衍生机型除SoC平台外，均与基础款的小米12保持一致。

## 简介
小米12正面采用了一块6.28英寸（对角线）20:9比例柔性AMOLED显示屏，前置相机的位置由前代的左上方变更为正上方，为屏幕打孔式布置。手机正面左右两侧采用弧面设计，背部左上角设置三枚摄像头和一枚LED补光灯，大体呈圆角矩形排列。后盖采用AG工艺的玻璃材质或皮质质感的聚碳酸酯塑料材质，边框则采用了喷砂着色工艺的6000系铝合金边框。性能方面，小米12采用了高通骁龙8 Gen1 SoC、LPDDR5规格的RAM以及UFS3.1双通道标准的闪存存储。此机型另提供一价格较为低廉的机型，被命名为小米12X。除将高通骁龙8 Gen1更换为高通骁龙870以外，其他各项参数大体与小米12一致。
小米12 Pro作为小米12系列的进阶款机型，屏幕由6.28英寸提升至6.73英寸（对角线），但与小米12一同为正上方屏幕打孔式布置的前置相机。除屏幕、相机元件及机身大小之外，小米12 Pro的外观元素均与小米12一致。小米12 Pro后期追加的天玑版本除将SoC由高通骁龙换为联发科天玑之外，还在摄像模组、充电规格等方面进行部分减配，外观则与小米12 Pro保持一致。

## 硬件

### 外观

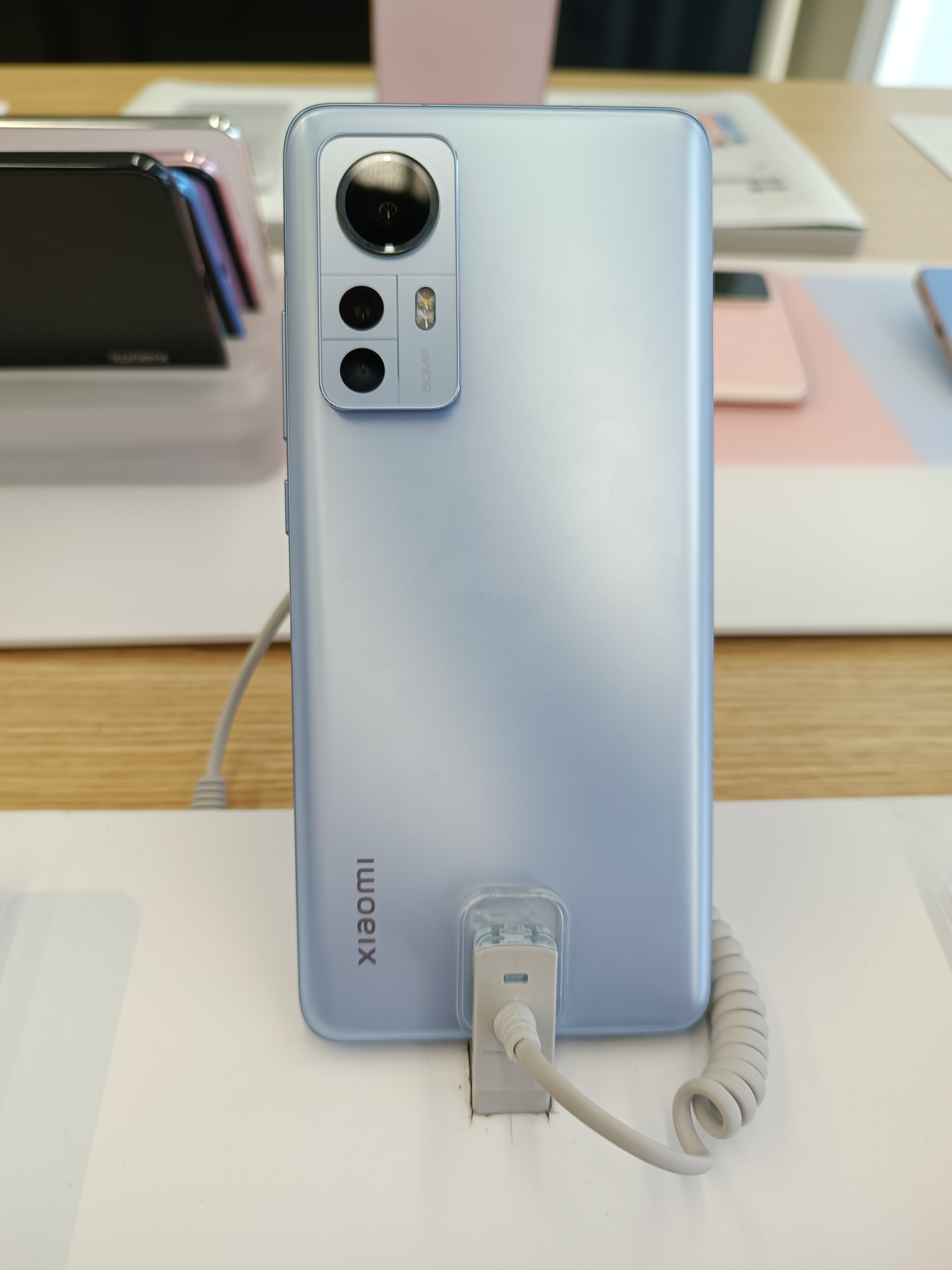
小米12系列的机身背部

相较小米11系列，小米12系列各款机型在机身尺寸及重量上均有不同程度的缩减，其中屏幕尺寸由前代的6.81英寸分别缩减至6.28英寸（小米12、小米12X）和6.73英寸（小米12 Pro），机身重量则由前代的194/196、208g缩减至176g和205g左右。相较前代而言，机身尺寸变得更为小巧，但厚度略有增加。这一代继承了前代20:9的屏幕比例，但前代上下收弧的屏幕面板设计被取消，仅保留优化后的左右收弧设计。
小米12系列的侧边框依然维持了铝合金材质，机身四周设有通信天线溢出带，通过与边框颜色相近的塑料注塑填充。边框上部设有降噪麦克风、红外发射窗口及顶部副扬声器（集成听筒功能），右侧设有音量加减键及开关屏/电源键，下部设有SIM卡槽托架及弹出插孔、USB Type-C接口及主扬声器开孔，左侧则不设置任何开口。侧边框则取消了曾在小米10、小米11上具有的细长状边框，变更为更贴合手掌的弧形宽尺寸侧框，同时取消了侧边框在控制按键附近向后盖区域侵入的异形设计，以保证玻璃后盖的稳定性。
小米12系列的背部采用AG工艺的玻璃材质或皮质质感的聚碳酸酯塑料材质，后盖左上角为后置相机组区域，整体呈圆角较小的圆角矩形，相机区域圆角与机身边框圆角保持近似一致。相机区域设有三颗摄像头，布置格局近似于2019年发布的Redmi K30S 至尊纪念版，但将摄像头开孔之外的相机区域装饰板由一体式黑色玻璃改为与机身侧框颜色相同的铝合金材质。主摄像传感器位于左上角较大的圆孔内，广角传感器、微距传感器或长焦传感器则位于这一圆孔左下方竖置排布，主摄像传感器右下角则为补光灯、后置光线传感器及标识像素数量的50MP字样，三颗镜头间使用三条蚀刻线彼此分隔作为相机组盖板点缀。机身左下角设置与小米11系列相同的小米集团拼音logo“XIAOMI”字样，呈竖置布局。
小米12、小米12 Pro均提供黑色、紫色及蓝色三款采用玻璃后盖的配色以及采用素皮材质的原野绿配色，全系调色均采用了莫兰迪色系；小米12X则不提供素皮材质的原野绿配色，仅有黑、紫、蓝三款配色，其采用的AG磨砂工艺由于与小米12、小米12 Pro两者不同，故观感也有些许差异；小米12 Pro的天玑版本仅有黑色及蓝色两款玻璃材质的后盖版本可供选择。

### 屏幕
小米12及小米12X采用了6.28英寸（对角线）的AMOLED柔性显示屏，由华星光电供应。其支持1100nit的峰值亮度、120Hz的刷新率、480Hz的触控采样率，最高支持2400×1080的分辨率，像素密度（PPI）为419；小米12 Pro及其天玑版本则采用了一块6.73英寸的柔性AMOLED显示屏，由三星显示供应，为三星第五代AMOLED基材（E5)。其最高支持3200*1440的显示分辨率，像素密度为522，支持最高1500nit的亮度。
四款机型的显示面板均为钻石或类钻石型子像素排列，并支持DCI-P3色域。三者的保护玻璃也均使用了康宁大猩猩玻璃Victus，具有较强的抗刮擦和抗跌落能力。

### 芯片及存储
小米12及小米12 Pro采用了新一代的骁龙8处理器（即骁龙8 Gen 1，部件代号SM8450），为三星4nm工艺制程，CPU部分由1颗最高主频为3.0GHz的大核心、3颗最高主频为2.5GHz的中核心以及4颗最高主频为1.8GHz的小核心组成，GPU部分则采用了最高主频为818MHz的Adreno 730，同时集成支持双卡5G驻网的X65基带。而小米12X则采用了高通骁龙870处理器，CPU部分采用了高通Kryo 585架构，由1颗主频为3.2GHz的大核心，3颗主频为2.42GHz的中核心以及4颗1.8GHz的小核心组成。芯片内集成Adreno 650 GPU，主频为670MHz，并集成X55 5G基带，支持一张5G SIM卡与一张4G SIM卡同时驻网待机，并可在系统内切换主副卡。后续追加的小米12 Pro 天玑版则搭载了由联发科技研发、台积电代工的天玑9000+处理器，芯片内集成10核心的Mali-G710 GPU，使得其成为在中国大陆地区销售的小米数字系列机型中首款搭载联发科平台芯片的智能手机机型。
存储方面，小米12系列在SoC上方封装了8GB或12GB的LPDDR5规格的RAM，其中小米12X的内存主频为2750MHz，小米12及小米12 Pro（含天玑版）的内存主频为3200MHz。机身存储则三者均有128GB或256GB可选，规格均为UFS3.1。

### 摄像模组
小米12及小米12X采用了索尼提供的IMX766传感器，像素数量为5000万，默认拍摄模式输出相片像素数量为1250万。光圈值为f/1.88，感光面积为1/1.56英寸。此外，小米12及小米12X还搭载了一颗1300万像素的超广角传感器（由豪威科技供应，OV13B10），支持最大123°的广角拍摄，光圈为f/2.4，另有一颗500万像素的长焦微距传感器（由三星供应，S5K5E9），可实现对细小物体的拍摄。除主摄像传感器之外，二者均沿袭了小米11的摄像传感器配置。
小米12 Pro则采用了索尼提供的IMX707传感器，像素数量同为5000万，默认拍摄模式亦采用1250万像素进行输出。光圈值为f/1.9，感光面积为1/1.28英寸，焦距为等效24毫米。此外，小米12 Pro另有一颗5000万像素的超广角传感器（广角值115°）及一颗5000万像素的长焦传感器（焦距为等效48毫米），二者均采用由三星电子提供的S5KJN1传感器。
前置摄像方面，小米12全系改为采用由豪微电子提供的OV32B40传感器，像素数量为3200万，支持1080P 30/60帧、720P 30帧视频录制，并支持一系列美颜功能。

### 其他功能
充电方面，小米12、小米12 Pro天玑版及小米12X支持基于小米Mi Turbo Charge协议的最高67W功率的有线充电（20V 3.25A MAX），其中小米12另支持最高功率为50W的无线充电以及最高10W功率的反向无线充电，可为其他支持无线充电的设备充电；小米12 Pro则支持基于小米Mi Turbo Charge协议的最高120W功率的有线充电（20V 6A MAX）、50W功率的无线充电以及最高10W功率的反向无线充电。
此外，小米12 Pro在主板电源模块内搭载了两颗由小米自研、上海南芯代工生产的电源管理芯片澎湃P1（部件编码SC8561），可为小米12 Pro提供高功率电流输入。
音响系统方面，小米12及小米12X采用了两颗1115K规格的发声单元组成的立体声双扬声器，其中上扬声器为金属封装，另充当听筒功能；下扬声器为注塑封装。小米12 Pro则采用了上下对称全金属封装1115K+0611扬声器模组组成的立体声双扬声器，上部扬声器模组亦同时充当听筒功能，0611为独立高音单元。全系扬声器供应商均为瑞声。小米12全系依旧不提供3.5mm音频插头的直接接入，依旧只能通过另行购置的转换线进行连接。
近距离通信方面，除小米12X支持蓝牙5.1以外，小米12及小米12 Pro均支持蓝牙5.2。同时，三者均支持多功能NFC以及红外遥控功能，可使用遥控类APP对支持红外控制的电器设备进行控制。

### 技术规格
| 参数及功能项\机型    | 参数及功能项\机型    | 小米12                                                                                        | 小米12X                                                                                       | 小米12 Pro                                                                                             | 小米12 Pro 天玑版                                                                                      |
| -------------------- | -------------------- | --------------------------------------------------------------------------------------------- | --------------------------------------------------------------------------------------------- | --- | --- |
| 固件代号             | 固件代号             | cupid                                                                                         | psyche                                                                                        | zeus                                                                                                   | daumier                                                                                                |
| 发布日期             | 发布日期             | 2021-12-28                                                                                    | 2021-12-28                                                                                    | 2021-12-28                                                                                             | 2022-7-4                                                                                               |
| 尺寸（长/宽/厚，mm） | 尺寸（长/宽/厚，mm） | 152.7×69.9×8.16(玻璃后盖)/8.66(素皮后盖)                                                      | 152.7×69.9×8.16                                                                               | 163.6×74.6×8.16(玻璃后盖)/8.66(素皮后盖)                                                               | 163.6×74.6×8.16                                                                                        |
| 重量（g）            | 重量（g）            | 180(玻璃后盖)/179(素皮后盖）                                                                  | 176                                                                                           | 205(玻璃后盖)/204(素皮后盖)                                                                            | 201 |
| 屏幕                 | 屏幕                 | 6.28英寸 20:9比例 华星光电制2400×1080 AMOLED 柔性曲面屏幕 支持120Hz屏幕刷新率/480Hz触控采样率 | 6.28英寸 20:9比例 华星光电制2400×1080 AMOLED 柔性曲面屏幕 支持120Hz屏幕刷新率/480Hz触控采样率 | 6.73英寸 20:9比例 三星显示制3200×1440 LTPO 2.0 AMOLED 柔性曲面屏幕 支持120Hz屏幕刷新率/480Hz触控采样率 | 6.73英寸 20:9比例 三星显示制3200×1440 LTPO 2.0 AMOLED 柔性曲面屏幕 支持120Hz屏幕刷新率/240Hz触控采样率 |
| 前置摄像头           | 前置摄像头           | 3200万像素（豪微OV32B40） 正上方屏幕内挖孔布置                                                | 3200万像素（豪微OV32B40） 正上方屏幕内挖孔布置                                                | 3200万像素（豪微OV32B40） 正上方屏幕内挖孔布置                                                         | 3200万像素（豪微OV32B40） 正上方屏幕内挖孔布置                                                         |
| 后置摄像模组         | 主摄                 | 5000万像素（索尼IMX766） 1/1.56英寸 单像素1.0μm f/1.88 支持光学防抖                           | 5000万像素（索尼IMX766） 1/1.56英寸 单像素1.0μm f/1.88 支持光学防抖                           | 5000万像素（索尼IMX707） 1/1.28英寸 单像素1.22μm f/1.9 支持光学防抖                                    | 5000万像素（索尼IMX707） 1/1.28英寸 单像素1.22μm f/1.9 支持光学防抖                                    |
| 后置摄像模组         | 广角                 | 1300万像素（豪威科技OV13B10） f/2.4                                                           | 1300万像素（豪威科技OV13B10） f/2.4                                                           | 5000万像素（三星电子S5KJN1） 1/2.76英寸 f/2.2 115°                                                     | 1300万像素（豪威科技OV13B10） f/2.4                                                                    |
| 后置摄像模组         | 长焦                 | /                                                                                             | /                                                                                             | 5000万像素（三星电子S5KJN1） 1/2.76英寸 f/1.9 等效48毫米焦距                                           | / |
| 后置摄像模组         | 长焦微距             | 500万像素（三星S5K5E9）                                                                       | 500万像素（三星S5K5E9）                                                                       | / | 500万像素（三星S5K5E9）                                                                                |
| 芯片平台             | 芯片平台             | 高通骁龙8 Gen 1 （SM8450）                                                                    | 高通骁龙870 （SM8250AC）                                                                      | 高通骁龙8 Gen 1 （SM8450）                                                                             | 联发科天玑9000+ （MT6983）                                                                             |
| 支持网络             | 支持网络             | GSM/WCDMA/TDD/FDD/5G NR（SA/NSA）                                                             | GSM/WCDMA/TDD/FDD/5G NR（SA/NSA）                                                             | GSM/WCDMA/TDD/FDD/5G NR（SA/NSA）                                                                      | GSM/WCDMA/TDD/FDD/5G NR（SA/NSA）                                                                      |
| 运行内存（RAM）      | 运行内存（RAM）      | 8/12GB LPDDR5 3200MHz                                                                         | 8/12GB LPDDR5 2750MHz                                                                         | 8/12GB LPDDR5 3200MHz                                                                                  | 8/12GB LPDDR5 3200MHz                                                                                  |
| 闪存存储（ROM）      | 闪存存储（ROM）      | 128/256GB UFS3.1                                                                              | 128/256GB UFS3.1                                                                              | 128/256GB UFS3.1                                                                                       | 128/256GB UFS3.1                                                                                       |
| 记忆卡扩展           | 记忆卡扩展           | 不支持                                                                                        | 不支持                                                                                        | 不支持                                                                                                 | 不支持                                                                                                 |
| 充电功率             | 有线                 | 包装附带最高充电功率为67W的电源适配器 支持最高67W的直流电输入（20V 3.25A MAX）                | 包装内不附带电源适配器，支持购买时免费加购 支持最高67W的直流电输入（20V 3.25A MAX）           | 包装附带最高充电功率为120W的电源适配器 支持最高120W的直流电输入（20V 6A MAX）                          | 包装附带最高充电功率为67W的电源适配器 支持最高67W的直流电输入（20V 3.25A MAX）                         |
| 充电功率             | 无线                 | 支持最高功率为50W的无线直流电输入                                                             | --                                                                                            | 支持最高功率为50W的无线直流电输入                                                                      | -- |
| 电池容量（mAh）      | 电池容量（mAh）      | 4500                                                                                          | 4500                                                                                          | 4600                                                                                                   | 5160                                                                                                   |
| 多功能NFC            | 多功能NFC            | 支持                                                                                          | 支持                                                                                          | 支持                                                                                                   | 支持                                                                                                   |
| 声响                 | 声响                 | 支持USB Type-C接口的音频输出输入设备 对称式立体声双扬声器                                     | 支持USB Type-C接口的音频输出输入设备 对称式立体声双扬声器                                     | 支持USB Type-C接口的音频输出输入设备 对称式立体声双扬声器                                              | 支持USB Type-C接口的音频输出输入设备 对称式立体声双扬声器                                              |
| 数据传输             | 数据传输             | Wi-Fi 6、蓝牙5.2 Wi-Fi 802.11a/b/g/n/ac/ax USB Type-C                                         | Wi-Fi 6、蓝牙5.1 Wi-Fi 802.11a/b/g/n/ac/ax USB Type-C                                         | Wi-Fi 6、蓝牙5.2 Wi-Fi 802.11a/b/g/n/ac/ax USB Type-C                                                  | Wi-Fi 6、蓝牙5.3 Wi-Fi 802.11a/b/g/n/ac/ax USB Type-C                                                  |
| 红外遥控             | 红外遥控             | 支持                                                                                          | 支持                                                                                          | 支持                                                                                                   | 支持                                                                                                   |
| 安全识别方式         | 安全识别方式         | 2D人脸识别+光学屏下式指纹识别                                                                 | 2D人脸识别+光学屏下式指纹识别                                                                 | 2D人脸识别+光学屏下式指纹识别                                                                          | 2D人脸识别+光学屏下式指纹识别                                                                          |
| 机身材质             | 机身材质             | 铝合金外边框 康宁玻璃或塑料仿皮（PU）材质后盖                                                 | 铝合金外边框 康宁玻璃后盖                                                                     | 铝合金外边框 康宁玻璃或塑料仿皮（PU）材质后盖                                                          | 铝合金外边框 康宁玻璃后盖                                                                              |
| 支持配色             | 支持配色             | 黑、蓝、紫（玻璃后盖） 原野绿（素皮后盖）                                                     | 黑、蓝、紫                                                                                    | 黑、蓝、紫（玻璃后盖） 原野绿（素皮后盖）                                                              | 黑、蓝                                                                                                 |

## 软件
小米12全系出厂搭载MIUI 13操作系统，其中小米12X的出厂系统基于Android 11而二次开发，小米12及小米12 Pro则基于Android 12二次开发，三者均可通过系统更新升级至后续版本。

## 销售
小米12、小米12X及小米12 Pro均提供8GB RAM/128GB ROM、8GB RAM/256GB ROM以及12GB RAM/256GB ROM三种存储组合可选，售价如下：
- 小米12 三个存储版本的售价分别为3699元、3999元及4399元人民币[6]；

- 小米12X 三个存储版本的售价分别为3199元、3499元及3799元人民币[7]；

- 小米12 Pro 三个存储版本的售价分别为4699元、4999元及5399元人民币[8]。

其中，小米12X可在购买时选择是否需要支持小米Mi Turbo Charge协议的67W电源适配器，附带电源适配器的价格与不附带电源适配器的价格相同。上述机型于北京时间2021年12月28日22时开启100元现金预定，2021年12月31日20时正式对外销售。
小米12 Pro天玑版仅提供8GB RAM/128GB ROM和12GB RAM/256GB ROM两种存储组合可选，售价分别为3999元及4499元人民币。北京时间2022年7月4日21时可支付定金预定，2022年7月12日0时可支付尾款，7月12日10时正式开启销售。

## 相关事件
- 小米12发布会上，小米集团CEO宣布小米数字系列的产品规划将对标苹果iPhone系列手机，并将在综合体验及研发等环节以苹果为学习对象，稳定其高端市场定位。这一言论在中文互联网引起轩然大波，话题#小米正式宣布对标苹果#在新浪微博已达到4.7亿的阅读量及4.1万的讨论量。大多数主流媒体对小米的这一市场战略并不看好，搜狐科技发文并对此评论称，“小米在冲击高端之初，MIUI展现出的后劲不足，随之而来的体验下滑，乃至产品质量问题，以及小米造车需要更多内部投入和外部供应链的力量，这些都让小米的高端之路承担了更多不确定的风险。”，并表示“对标苹果，小米道阻且长 ”[12]。另有众多网友及数码爱好者表示小米应当率先解决MIUI的稳定性下滑问题以及小米自小米11起的综合体验下降的问题，再来谈“对标苹果”的事情。

- 小米12系列手机产品发布后，小米集团CEO雷军做总结性演讲时，误将“我们永远不会辜负米粉们的期待”读作“我们永远不会期待米粉们的期待”，这一口误在部分数码爱好者群体中引起诸多吐槽，并有多位视频作者以此为梗上载视频。
- 2022年2月8日，新浪微博用户@萌爸峰总 发表图片微博，并在博文评论区表示小米12 Pro搭载的澎湃P1芯片并非小米自主研发，而是小米向上海南芯购买后印上小米标志的芯片，意图表示小米所谓“自研”为虚假宣传。对此，芯片代工方上海南芯半导体科技股份有限公司微博账号@南芯半导体 刊发回应，表示澎湃P1芯片与南芯自有产品的拓补结构完全不同，是不同设计、不同功能、不同定位的两颗充电芯片[13][5]。
- 由于小米12及小米12 Pro搭载的骁龙8 Gen 1芯片依旧存在与前代骁龙888类似的能效低发热高的状况，小米为降低硬件返修率，采取通过云端服务器强制推送性能调度模型的方式来控制机身发热。这一不经用户同意强制下载调度模型的行为在一些爱好者社区遭到部分用户的批评和抵制。同时，骁龙8 Gen 1芯片芯片的能耗表现也使小米12系列的销量平平。